# Mugil hospes
 Mugil hospes és un peix teleosti de la família dels mugílids i de l'ordre dels perciformes.

## Morfologia
Pot arribar als 25 cm de llargària total.

## Alimentació
Menja algues i detritus.

## Hàbitat
Es troba a les aigües costaneres i als estuaris.